# 페렌틸로
페렌틸로(이탈리아어: Ferentillo)는 이탈리아 움브리아주 테르니도에 위치한 코무네다. 페루자로부터 남동쪽 60km, 테르니로부터 북동쪽 12km 거리에 있다. 네라 계곡에 위치한 이 코무네는 강에 의해서 마테렐라(Matterella), 프레체토(Precetto) 자치구로 나뉜다.

## 역사
이 마을은 14세기에 성(카스텔로 디 마돈나, Castello di Madonna) 주변으로 발전했다.

## 자매 도시
- 프랑스 세리냥뒤콩타